# Liste der FFH-Gebiete im Landkreis Freyung-Grafenau
Die Liste der FFH-Gebiete im Landkreis Freyung-Grafenau zeigt die FFH-Gebiete des niederbayerischen Landkreises Freyung-Grafenau in Bayern. Teilweise überschneiden sie sich mit bestehenden Natur-, Landschaftsschutz- und EU-Vogelschutzgebieten.
Im Landkreis befinden sich 13 und zum Teil mit anderen Landkreisen überlappende FFH-Gebiete.
| Bayerwaldbäche um Schöllnach und Eging am See                     |    | 7245-301 WDPA: 555521869 | Landkreis Deggendorf, Landkreis Freyung-Grafenau, Landkreis Passau |                                                          | ⊙ | 334,00    |  |
| Bergwiesen und Magerrasen am Dreisessel                           | BW | 7248-301 WDPA: 555521873 | Landkreis Freyung-Grafenau                                         |                                                          | ⊙ | 45,00     |  |
| Bischofsreuter Waldhufen                                          |    | 7148-301 WDPA: 555521837 | Landkreis Freyung-Grafenau                                         |                                                          | ⊙ | 967,00    |  |
| Borstgrasrasen und Bergwiesen Obergrainet-Gschwendet              | BW | 7248-371 WDPA: 555521875 | Landkreis Freyung-Grafenau                                         |                                                          | ⊙ | 141,49    |  |
| Erlau                                                             |    | 7347-371 WDPA: 555521909 | Landkreis Freyung-Grafenau, Landkreis Passau                       |                                                          | ⊙ | 574,55    |  |
| Hochwald und Urwald am Dreisessel                                 |    | 7248-302 WDPA: 555521874 | Landkreis Freyung-Grafenau                                         |                                                          | ⊙ | 273,00    |  |
| Ilz-Talsystem                                                     |    | 7246-371 WDPA: 555521871 | Passau, Landkreis Freyung-Grafenau, Landkreis Passau               | auch in Landkreis Regen                                  | ⊙ | 2.846,58  |  |
| Mausohrkolonien im Naturraum Oberpfälzisch-Bayerischer Wald       |    | 6540-302 WDPA: 555521599 | Landkreis Schwandorf, Landkreis Regensburg, Landkreis Cham         | auch in Landkreis Deggendorf, Landkreis Freyung-Grafenau | ⊙ | 0,00      |  |
| Moore bei Finsterau und Philippsreuth                             |    | 7148-302 WDPA: 555521838 | Landkreis Freyung-Grafenau                                         |                                                          | ⊙ | 88,00     |  |
| Nationalpark Bayerischer Wald                                     |    | 6946-301 WDPA: 555579396 | Landkreis Freyung-Grafenau, Landkreis Regen                        |                                                          | ⊙ | 24.206,00 |  |
| Oberlauf des Regens und Nebenbäche                                |    | 7045-371 WDPA: 555521800 | Landkreis Deggendorf, Landkreis Freyung-Grafenau, Landkreis Regen  |                                                          | ⊙ | 1.921,91  |  |
| Philippsreuter Waldhufen                                          | BW | 7148-371 WDPA: 555521839 | Landkreis Freyung-Grafenau                                         |                                                          | ⊙ | 69,27     |  |
| Wiesengebiete u. Wälder um den Brotjackelriegel und um Schöllnach |    | 7145-371 WDPA: 555521836 | Landkreis Deggendorf, Landkreis Freyung-Grafenau                   |                                                          | ⊙ | 417,55    |  |
| Legende für Fauna-Flora-Habitat                                   |    |                          |                                                                    |                                                          |   |           |  |